# 短胸叶蝉属
短胸叶蝉属（学名：Kunasia）是叶蝉科下的一个属。

## 下属物种
本属包括以下物种：
- Kunasia carina Zhang & Wei, 2002
- 白痕短胸叶蝉 Kunasia nivosa Distant, 1908